# Juliette Bossu
Juliette Bossu (Mulhouse, 8 januari 2000) is een voormalig Frans-Zweedse turnster, die tot 2019 Frankrijk vertegenwoordigde. Ze was gespecialiseerd op de brug en de vloer.

## Biografie
Op haar tweede begon Bossu al met babygym in Illzach, Frankrijk, waar ze vijf jaar bleef. Hierna ging ze naar Kingersheim voor ze op elfjarige leeftijd sport ging studeren in Witteheim. Toen de gym twee jaar later de deuren sloot, besloot ze naar Saint-Étienne te gaan.
Bossu spreekt Frans, Zweeds en Engels

## Loopbaan

### Junioren
Op haar eerste Franse kampioenschap werd ze zesde in allround. Haar internationale debuut maakte ze in 2014 op een vriendschappelijke wedstrijd met Belgische en Roemeense gymnasten, waar ze met haar team brons won.
In 2015 werd ze zevende in de Franse kampioenschappen allround. Ze behaalde dat jaar ook zilver in een vriendschappelijke competitie met gymnasten van Groot-Brittannië en Zwitserland. Ze nam dat jaar ook deel aan het Europees Olympisch Jeugdzomerfestival in Tbilisi. Doordat een lid van het team gewond raakte, werden ze in de teamfinale zesde. Op de vloer haalde ze een gelijk aantal punten als Nina Derwael, maar omdat Derwael een hogere uitvoeringsscore had, ging het brons naar Derwael en de vierde plek naar Bossu.

### Senioren
Haar debuut als senior maakte Bossu in 2016 op het Franse kampioenschap, waar ze op de vloer goud en zilver allround haalde. Ze behaalde ook een zevende plaats op de brug. Voor de Olympische Zomerspelen werd ze opgeroepen als reserve.
In 2017, op de Jesolo Trofee in Italië, werd ze vierde met het team en 25ste allround. Ze werd Frans kampioene op de vloer, won zilver op de brug en werd vierde allround. In november van dat jaar nam ze deel aan de Elite Gym Massilia waar ze zo wel team als vloerkampioene werd, zilver op de balk won en vierde allround werd. Op het Toyota International toernooi behaalde ze in december brons op de brug en werd ze vierde op de vloer.
In februari 2018 blesseerde ze zich met een scheur in beide pezen, waarna ze drie maanden rust nam om te herstellen. In mei hervatte ze de competitie op het Franse kampioenschap waar ze enkel deelnam aan de brug. Ze haalde de finale en won zilver. Op de Sainté Gym cup in juli nam ze ook enkel deel op de brug voor het team en behaalde goud. Op het Europees kampioenschap in Glasgow won ze met het team zilver, wat voor Frankrijk het beste resultaat ooit was op een EK. Op de brug werd ze zevende. Op de wereldbeker in Parijs in september werd ze kampioene op de brug. Op het wereldkampioenschap in Doha eind oktober nam ze opnieuw deel aan de brug voor het team, dat uiteindelijke vijfde werd in de teamfinale.
Omdat ze last bleef houden van haar knie en ze niet meer geselecteerd was voor het Wereldkampioenschap, kondigde Bossu op 10 augustus aan dat ze afscheid nam van haar carrière.

## Palmares

### Senior
| Jaar | Wedstrijd                             | All around | All around | Onderdeel | Onderdeel | Onderdeel | Onderdeel |
| Jaar | Wedstrijd                             | Indiv.     | Team       |           |           |           |           |
| ---- | ------------------------------------- | ---------- | ---------- | --------- | --------- | --------- | --------- |
| 2018 | Frans kampioenschap                   |            |            |           |           | Zilver    |           |
| 2018 | Sainté Gym Cup                        |            | Goud       |           |           |           |           |
| 2018 | Europees Kampioenschap                |            | Zilver     |           |           | 7         |           |
| 2018 | Wereldbeker                           |            |            |           |           | Goud      |           |
| 2018 | Wereldkampioenschap                   |            | 5          |           |           |           |           |
| 2017 | Jesolo Trofee                         | 25         | 4          |           |           |           |           |
| 2017 | Frans kampioenschap                   | 4          |            |           |           | Brons     | Goud      |
| 2017 | Flanders International Team Challenge | 6          | Zilver     |           |           |           |           |
| 2017 | Gym Massilia                          | 4          | Goud       |           | Zilver    |           | Goud      |
| 2017 | Toyota International                  |            |            |           |           | Brons     |           |
| 2016 | Frans kampioenschap                   | Zilver     |            |           |           | 7         | Goud      |

### Junior
| Jaar | Wedstrijd                                        | All around | All around | Onderdeel | Onderdeel | Onderdeel | Onderdeel |
| Jaar | Wedstrijd                                        | Indiv.     | Team       |           |           |           |           |
| ---- | ------------------------------------------------ | ---------- | ---------- | --------- | --------- | --------- | --------- |
| 2015 | Frans kampioenschap                              | 7          |            |           |           |           |           |
| 2015 | FRA-GBR-SUI Vriendschappelijk toernooi           | Zilver     | Goud       |           |           |           |           |
| 2015 | Europees Olympisch Jeugdzomerfestival in Tbillsi | 10         | 6          |           |           |           | 4         |
| 2014 | Frans kampioenschap                              | 6          |            |           |           |           |           |
| 2014 | BEL-FRA-ROU Vriendschappelijk toernooi           | 14         | Brons      |           |           |           |           |
| 2014 | Top Gym                                          | 4          | 7          |           |           |           | Brons     |